# Lavinia Capogna
Lavinia Capogna ist eine italienische Filmschaffende.

## Leben
Lavinia ist die Tochter des Regisseurs Sergio Capogna und drehte 1994 den Film La lampada di Wood, der nur kurz in den Kinosälen gezeigt wurde. Bei diesem Werk übernahm sie nahezu alle wichtigen Funktionen selbst: Neben der Inszenierung war sie für Idee, Drehbuch, Schnitt, Bühnenbild und für die Kostüme verantwortlich.